# Revisionismo (marxismo)
A palavra revisionismo, no movimento marxista, é usada para se referir a várias ideias, princípios e teorias que se baseiam em uma significativa revisão das premissas marxistas fundamentais.
O termo é mais frequentemente usado por marxistas que acreditam que tais revisões são injustificadas e representam um "nivelamento por baixo" ou abandono do marxismo. Como tal, o revisionismo muitas vezes carrega conotações pejorativas. Os identificados como "revisionistas" tem criticado o marxismo "ortodoxo" por ter desconsiderado a visão de Karl Marx, da necessidade de evolução do capitalismo para alcançar o socialismo, e por desrespeitar a ênfase do mesmo sobre o papel da democracia parlamentar em alcançar o mesmo objetivo, bem como criticar Karl Kautsky pela sua ideia de socialismo estatal.
O termo "revisionismo" tem sido utilizado numa série de diferentes contextos e de se referir a um número de diferentes revisões (ou reivindicadas revisões) de teoria marxista:

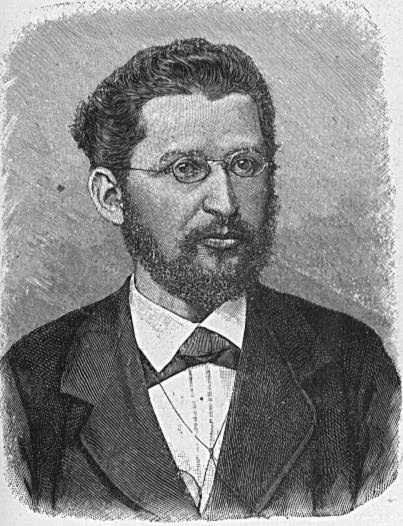
Eduard Bernstein, autor do original Revisionismo.

- No final do século XIX, o revisionismo foi usado para descrever escritores socialistas democráticos como Eduard Bernstein e Jean Jaurès, que procuraram  rever as ideias de Karl Marx sobre a transição do capitalismo para o socialismo e afirmaram que uma revolução através da força não era necessária para alcançar uma sociedade socialista.[3] Os pontos de vista de Bernstein e Jaurès deram origem a teoria  gradualista, que afirma que o socialismo pode ser alcançado através de reformas pacíficas graduais e dentro de um sistema capitalista.[4]
- Nas décadas de 1920 e 1930, a internacional Oposição de Esquerda liderada por Leon Trotsky, que tinha sido expulsa da Internacional Comunista, acusou a liderança da União Soviética de rever os princípios internacionalistas do marxismo e do leninismo em favor das aspirações da uma elite burocrática que havia chegado ao poder na União Soviética.[5] Os trotskistas viam a nascente burocracia stalinista como um obstáculo no caminho do proletariado para a revolução socialista mundial, e para as mudanças do stalinismo propuseram a teoria marxista da Revolução Permanente. As autoridades soviéticas rotularam os trotskistas como "revisionistas" e os expulsaram do Partido Comunista da União Soviética, como represália os trotskistas fundaram na França, em 1943, a sua Quarta Internacional.[6]
- Na década de 1940 e 1950 dentro do movimento comunista internacional, o revisionismo foi um termo usado pelos stalinistas para descrever os comunistas que se concentraram na produção de bens de consumo em vez da indústria pesada; ou que aceitavam diferenças nacionais em vez de promover o proletário internacionalista, também eram denominados de "revisionistas"  os que incentivavam reformas liberais em vez de permanecer fiel a doutrina estabelecida. Revisionismo foi uma das acusações dirigidas a titoístas como punição por sua busca de uma forma relativamente independente da ideologia comunista,[7]  durante uma série de expurgos na Europa Oriental pela administração Soviética. Após a morte de Stalin uma forma mais participativa e mais democrática do socialismo tornou-se brevemente aceitável[8] durante os governos de Imre Nagy na Hungria (1953-1955) e de Władysław Gomułka na Polônia, que continham ideias que o resto do bloco soviético, e o própria União Soviética consideravam revisionista, embora nem Nagy nem Gomułka se descreveram como revisionistas, uma vez que isso teria sido auto-depreciativo.
- Em 1956, após o Discurso Secreto que denunciou o regime de Stalin, particularmente pelo grande expurgo[9] muitos ativistas comunistas, espantados e desanimados com o que eles viam como a traição dos princípios marxistas-leninistas pelas próprias pessoas que os haviam fundado,[10] demitiram-se em protesto dos partidos comunistas ocidentais. Estes desistentes foram, por vezes, acusado de "revisionismo" pelos comunistas que permaneceram nestes partidos, apesar de alguns destes mesmos legalistas também abandonar os mesmos partidos comunistas na década de 1960 para se tornar a "nova esquerda" "antirrevisionista". A maioria dos que saíram nos anos sessenta começou a alinhar-se em colaboração com Mao Zedong, em oposição à União Soviética, sendo o teórico marxista e historiador Edward Palmer Thompson um exemplo.[11]
- No início de 1960, Mao Zedong e o Partido Comunista da China reviveram o termo revisionismo para atacar Nikita Khrushchev e a União Soviética sobre várias questões ideológicas e políticas, como parte da ruptura sino-soviética. Os chineses rotineiramente descritos os soviéticos como "revisionistas modernos"[10] até os anos 1960. Esse uso foi copiado pelos vários grupos maoistas que dividiam os partidos comunistas de todo o mundo.